# Kyrylo Sydorenko
Kyrylo Volodymyrovyč Sydorenko (in ucraino Кирило Володимирович Сидоренко?; Dnipro, 25 luglio 1985) è un ex calciatore ucraino, di ruolo difensore.

## Carriera
Ha giocato nella prima divisione dei campionati moldavo, bielorusso ed ucraino.

## Palmarès

### Club

#### Competizioni nazionali
- Perša Liha: 1

Oleksandria: 2010-2011